# Antoni Secanell Aparicio
Antoni Secanell Aparicio (Tàrrega, 1894-1959) fou un polític català. Militant de la Lliga Regionalista, del 1924 al 1928 fou regidor de l'ajuntament de Tàrrega com a conseller corporatiu del Sindicat Agrícola Catòlic. A les eleccions municipals de 1930 fou escollit regidor a Tàrrega i posteriorment diputat per Lleida a les eleccions al Parlament de Catalunya de 1932.